# Lützow-Holm Bay
Lützow-Holm Bay (norw. Lützow-Holmbukta) – zatoka u wybrzeża Ziemi Królowej Maud na Antarktydzie.

## Opis
Rozległa zatoka wcinająca się w wybrzeże Ziemi Królowej Maud pomiędzy Półwyspem Riiser-Larsena a Wybrzeżem Księcia Olafa. Odkryta przez Hjalmara Riiser-Larsena (1890–1965) podczas lotów zwiadowczych ze statku ekspedycyjnego Norvegia 21 i 23 lutego 1931 roku. Nazwana na cześć norweskiego polarnika Finna Lützowa-Holma (1890–1950).
W zatoce na wyspie Ongul zlokalizowana jest japońska stacja antarktyczna Syowa.